# Philipp Grünne
Philipp Graf Grünne (Vienna, 4 novembre 1833 – Dobersberg, 25 marzo 1902) è stato un generale austriaco.

## Biografia
Il conte Philipp Grünne nacque a Vienna, il 4 novembre del 1833, figlio di Karl Graf, aiutante generale dell'imperatore Francesco Giuseppe. Fu arruolato nell'esercito austriaco il 7 giugno del 1850, come cadetto del Corpo dei pionieri nell'Accademia Militare Teresiana di Wiener Neustadt, e promosso sottotenente il 1º agosto del 1852 nel Reggimento dei cacciatori imperiali tirolesi.
Il 1º marzo del 1854 fu nominato tenente nel 7º Reggimento di fanteria "Graf Khevenhüller" e, il 16 febbraio del 1855, al grado di capitano nel 36º Reggimento di fanteria "Reichsgraf Browne".
Il 1º maggio del 1856 fu assegnato aiutante di corpo e promosso “rittmeister”, comandante di cavalleria, il 19 dicembre dello stesso anno. Nel 1859 fece parte del personale dell'arciduca Alberto e nominato governatore della fortezza di Magonza, mentre l'anno seguente fu promosso aiutante di campo dell'arciduca Alberto. Il 25 gennaio del 1861 raggiunse il grado di maggiore. Nel 1863 fu assegnato all'11º Reggimento di fanteria "Konig Albert von Sachsen".
Con lo scoppio della terza guerra di indipendenza fu posto al comando di una mezza brigata di fanteria operante in Trentino. Comandò lo schieramento austriaco il 18 luglio nella Battaglia di Pieve di Ledro, rimediandone una sconfitta, e partecipò alla battaglia di Bezzecca.
Per gli ottimi servizi prestati durante la campagna del 1866 fu promosso tenente colonnello e insignito dell'ordine della croce di ferro di terza classe. Promosso colonnello nel 1870, maggiore generale nel 1877 e luogotenente feldmaresciallo nel 1882. Si sposò, a Praga, nel 1878 con Klotthilde Gräfin von Thun Hohenstein dalla quale ebbe due figli maschi.
Fu congedato nell'aprile del 1889 e morì a Dobersberg, nell'Austria settentrionale, il 25 marzo del 1902.